# Astro Peak
Astro Peak är en bergstopp i Antarktis. Den ligger i Västantarktis. Argentina, Chile och Storbritannien gör anspråk på området. Toppen på Astro Peak är 835 meter över havet, eller 194 meter över den omgivande terrängen. Bredden vid basen är 4,2 km.
Terrängen runt Astro Peak är platt åt sydväst, men åt nordost är den kuperad. Trakten är obefolkad. Det finns inga samhällen i närheten.